# Noyon
Noyon es un municipio del departamento del Oise, capital de distrito en la región de Picardía de Francia.
Su gentilicio Noyonnais y su apelativo: Friands de Noyon.

## Geografía
- A orillas del Oise

- Conexión entre el canal lateral del Oise, el Canal del Norte y el de San Quintín

- Antes de la creación de los distintos departamentos, en 1789, la administración de Noyon pertenecía a la Isla de Francia.

## Demografía
| 6 033 | 5 699 | 5 887 | 5 700 | 5 950 | 5 945 | 6 270 | 6 322 | 6 372 | 6 348 | 6 160 | 5 919 | 6 439 | 6 252 | 6 204 | 6 144 | 7 458 | 7 443 | 7 336 | 7 277 | 5 408 | 6 483 | 6 609 | 6 335 | 6 160 | 7 299 | 9 317 | 11 603 | 13 889 | 14 041 | 14 426 | 14 471 | 14 240 |
| Para los censos de 1962 a 1999 la población legal corresponde a la población sin duplicidades (Fuente: INSEE [Consultar]) |       |       |       |       |       |       |       |       |       |       |       |       |       |       |       |       |       |       |       |       |       |       |       |       |       |       |        |        |        |        |        |        |

## Historia
- Algunos autores opinan que la Noviudunum Suessionum, capital de la tribu de los suesiones, donde Julio César estableció su campamento antes de atacar a los Bellovaques (La guerra de las Galias, II, 12), constituyó el fuerte primitivo de Noyon.

- San Medardo fundó un obispado en 531 y la ciudad fue, en el siglo VIII la capital de los merovingios.

- Carlomagno fue consagrado rey de los francos en 768.

- Hugo Capeto fue consagrado rey de Francia el 3 de julio de 987

- Hasta la guerra de los Cien Años el obispado de Noyon fue un dominio eclesiástico que, militarmente, actuó como un estado intermedio entre los dominios reales (Isla de Francia) y las tierras de los condes de Ponthieu y de Vermandois.

- En 1363, Noyon fue concedido, como patrimonio, a la Casa de Borgoña y permaneció como tal hasta la llegada de Carlos V.
- En 1509, nació en Noyon el reformador Juan Calvino.

- El 13 de agosto de 1516 se firmó el tratado entre Carlos V (Francia obtuvo el Milanesado más pobre que Nápoles) y Francisco I. El emperador restituyó, finalmente, el ducado de Borgoña a Francia en 1544 (Tratado de Crépy-en-Laonnois)
- Las tropas españolas la saquearon e incendiaron en 1557 durante la guerra italiana.

- La ciudad se confirmó como posesión de Francia tras la firma de la Paz de Cateau-Cambrésis en 1559.
- Durante las guerras de religión, fue feudo de la Liga Católica, hasta su toma por las tropas reales de Enrique IV el 2 de agosto de 1594.

- Ocupada por los alemanes tanto durante la Primera Guerra Mundial como durante la Segunda Guerra Mundial, la ciudad sufrió muchos desperfectos y tuvo que ser reconstruida. Conserva la catedral gótica de Notre-Dame de los siglos XII y XIII.

## Monumentos
- Catedral de Notre-Dame: la primitiva catedral románica, en la que Carlomagno y Hugo Capeto fueron consagrados, fue destruïda por un incendio en 1131. De 1145 a 1235 se construyó una de las primeras grandes iglesias góticas francesas (gótico primitivo).

- Biblioteca del obispado

- Fuente del Delfín, erigida en 1771.

## Ciudades hermanas
La ciudad de Noyon está hermanada con:
- Metzingen (Baden-Wurtemberg) - Alemania

- Hexham (Northumberland) - Inglaterra